# Castianeira mexicana
Castianeira mexicana är en spindelart som först beskrevs av Banks 1898.  Castianeira mexicana ingår i släktet Castianeira och familjen flinkspindlar. Inga underarter finns listade.